# Élections fédérales australiennes de 1980
Des élections fédérales se tiennent le 18 octobre 1980 en Australie afin d'élire les 125 sièges de la Chambre des représentants et 34 des 64 sièges du Sénat. Ces élections initient la 30e législature du Parlement d'Australie.